# Вакханалия (картина Тициана)
«Вакханалия» или «Андрийцы» — картина итальянского живописца Тициана периода Высокого Возрождения, датируется 1523—1526 годами. Картина подписана «TICIANUS F.[aciebat]». Картина хранится в музее Прадо.

## История
Картина была написана Тицианом для украшения дворца Альфонсо I д'Эсте, после «Поклонения Венере» (1518—1519) и «Вакха и Ариадны» (1520—1523) и доработки Тицианом полотна «Пир богов» Джованни Беллини в 1524—1525 годах, где он отретушировал пейзаж, чтобы он соответствовал стилю других картин.
В 1598 году контроль над Феррарой перешёл к папскому государству, и семья Эсте была вынуждена переехать в Модену. Во время переезда кардинал и папский легат Пьетро Альдобрандини присвоил себе множество картин, среди которых были «Вакханалия» и «Поклонение Венере». Альдобрандини никогда не выставлял похищенные картины. О его краже стало известно только в 1629 году, когда картины перешли в наследство Людовизи, а затем были проданы герцогу Монтеррейскому в уплату за княжество Пьомбино. Затем, в 1639 году, они были подарены Филиппу IV Испанскому. Первые документальные свидетельства о картинах в Испании относятся к описям Королевского Алькасара в Мадриде в 1666, 1686 и 1700 годах.

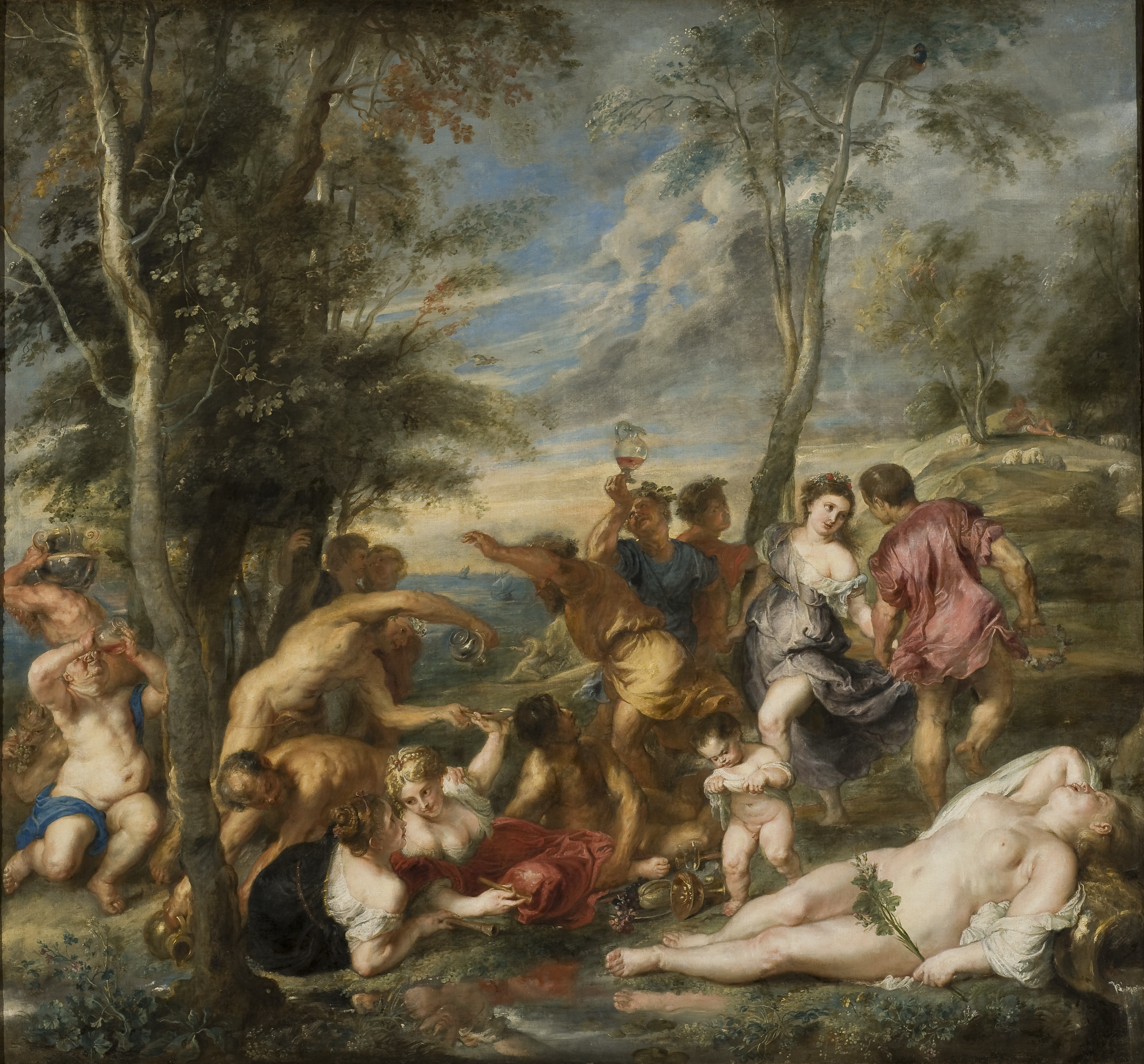
Копия «Вакханалии» Рубенса

Тремя полотнами Тициана восхищались и копировали их как в Италии, так и в Испании такие художники, как Питер Пауль Рубенс, Гвидо Рени, Никола Пуссен и Диего Веласкес, и они внесли свой вклад в развитие стиля барокко. Копии «Вакханалии» Рубенса хранятся в Национальном музее в Стокгольме. Итальянский художник Доменикино прослезился, узнав, что шедевры покинули Италию.
В 1782 году британский художник Джошуа Рейнольдс восхитился «Вакханалией», что вдохновило его на проведение параллели между Тицианом и латинским поэтом Вергилием: «То, что было сказано о Вергилии, что он с достоинством разбрасывал по земле даже грязь, можно применить и к Тициану; к чему бы он ни прикасался, как бы ни был убог и привычен, он с помощью своего рода магии наделял его величием и важностью».
В настоящее время картина хранится в музее Прадо в Мадриде.

## Описание и стиль

### Мифология

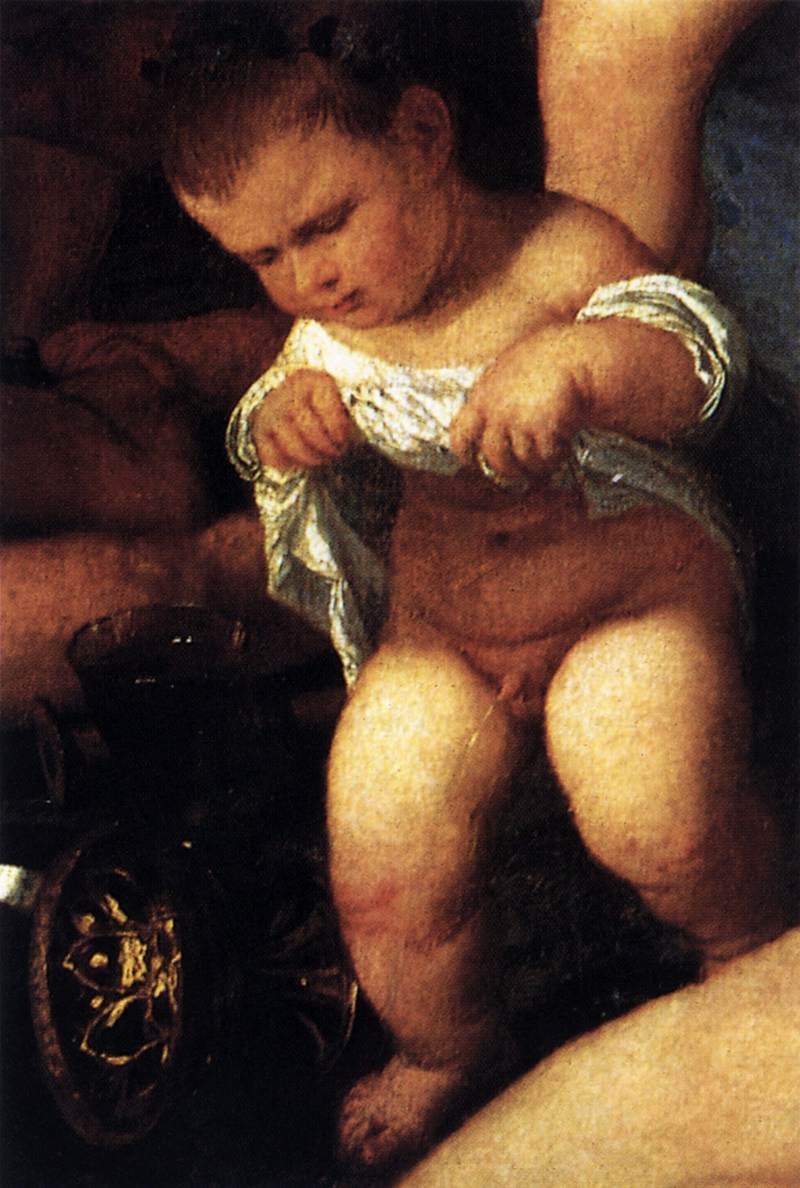
Деталь путто

Действие картины происходит на острове Андрос. Справа внизу изображены спящая нимфа и писающий мальчик, а мужчины и женщины празднуют с кувшинами вина. Отсутствие Вакха на картине объясняется Эрвином Панофским, который предполагает, что бог должен быть на отплывающем корабле, который виден в центре картины. Из-за художественных вольностей, которые Тициан допустил при написании этих фигур, их трудно идентифицировать.
Как и другие полотна из цикла, «Вакханалия» была вдохновлена «Картинами» Филострата Старшего.

### Персонажи

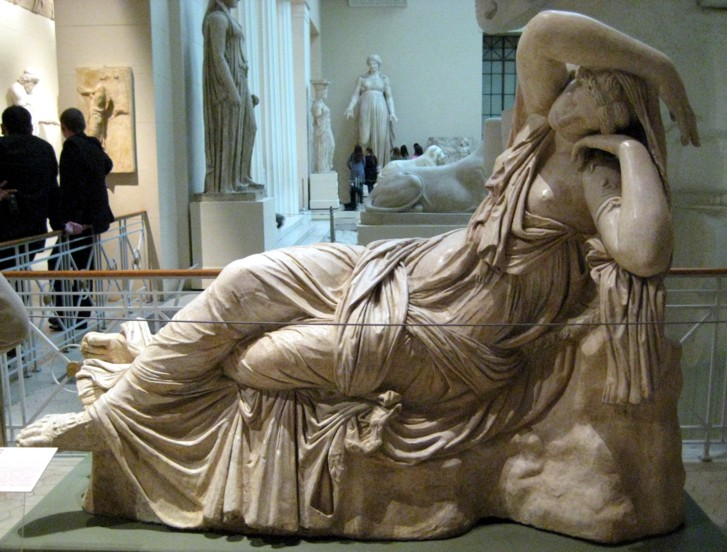
Спящая Ариадна

На переднем плане справа — чувственная обнажённая нимфа-вакханка со светлым цветом лица, отсылка к статуям спящей Ариадны, с поднятым правым локтем и согнутой за головой рукой — условный знак, используемый для изображения сна. Она, писал Джорджо Вазари, «так прекрасна, что кажется живой». Чуть позади путто поднимает свою тунику, «мочится в реку и отражается в воде», как описывал его Вазари, а в центре две молодые девушки болтают, лёжа на земле, озарённые светом. Одна из них, не поворачиваясь, поднимает свою тарелку, в которую обнажённый мужчина наливает вино из кувшина. Другой мужчина касается её лодыжки, но при этом поворачивается лицом к танцовщице, которая, кажется, вот-вот споткнется: он точно цитирует персонажа из «Битвы при Кашине» Микеланджело, который виден на копии выполненной Аристотелем да Сангалло. Несмотря на жест, мужчина и женщина, кажется, не замечают друг друга: сильное чувство красоты и радости, даже эротической, никогда не нарушается вульгарным отношением. Слева тучный мужчина, похожий на Силена, стоит на коленях полуобнажённым и с удовольствием пьёт из только что наполненного кувшина, из которого также черпает мальчик. На заднем плане, под сенью дерева, видны слуга (который держит на плечах кратер, полный вина) и два певца. Чуть правее — группа танцоров, в которой выделяются и человек, пытающийся жонглировать, держа на кончиках пальцев прозрачный кувшин, полный вина, и пара, одежда которой освещена сияющими отблесками материи. Юноша, изображённый сзади, держит в руках венок из плюща, священного для Диониса растения, а другое священное растение, виноградная лоза, виднеется вверху, укоренившись среди ветвей деревьев. Женщина-танцовщица в белой тунике напоминает женщину в красном в центре сцены, которая также напоминает предполагаемую любовницу Тициана, то есть блондинку с вьющимися волосами, появляющуюся, например, на двух картинах «Флора» и «Женщина с зеркалом». Фиалки в волосах центральной женской фигуры могут быть отсылкой к имени Виоланты: традиция утверждает, что любовницей Тициана была дочь Пальмы иль Веккьо, которую именно так и звали.

### Музыка
Музыкальная партитура, лежащая на переднем плане и наводящая на мысль о связи музыки с дионисийскими наслаждениями, представляет собой причудливый канон на французском языке: Qui boyt et ne reboyt il ne scet que boyre soit.
Песня приписывается феррарскому придворному музыканту Адриану Виллерту. Её присутствие на картине намекает на связь между теорией музыки в Ферраре и использованием Тицианом цвета под влиянием музыки.
На картине, однако, ни на одном из инструментов не играют. Единственный изображённый инструмент — «прямая флейта»: две держат девушки на переднем плане, а третья лежит на земле позади них, рядом с бокалом вина, опрокинутым металлическим кубком и тарелкой.